# Ніходська
Ніхо́дська (рос. Ниходская) — присілок у складі Упоровського району Тюменської області, Росія.
Населення — 215 осіб (2010, 223 у 2002).
Національний склад станом на 2002 рік:
- росіяни — 95 %